# Kemkemia
Kemkemia é um gênero de réptil extinto do clado Crocodyliformes do Cretáceo Superior do Marrocos. Há uma única espécie descrita para o gênero Kemkemia auditorei. Seus restos fósseis foram encontrados nas camadas de Kem Kem na província de Errachidia, e datados do Cenomaniano.

## Nomenclatura e taxonomia
O táxon foi descrito em 2009 por Andrea Cau e Simone Maganuco como Kemkemia auditorei, e inicialmente foi considerado como um dinossauro téropode do clado Neotheropoda. Uma reanálise em 2012 demonstrou que o táxon pertencia ao grupo dos Crocodyliformes.